# Paradinha
Paradinha é uma povoação portuguesa do Município de Moimenta da Beira que foi sede da extinta Freguesia de Paradinha, freguesia que tinha 6,29 km² de área e 125 habitantes (2011), e, por isso, uma densidade populacional de 19,9 hab/km².
A Freguesia de Paradinha foi extinta (agregada) pela reorganização administrativa de 2012/2013, tendo o seu território sido agregado ao da Freguesia de Nagosa para criar a União de Freguesias de Paradinha e Nagosa.

## População
| População da freguesia de Paradinha | População da freguesia de Paradinha | População da freguesia de Paradinha | População da freguesia de Paradinha | População da freguesia de Paradinha | População da freguesia de Paradinha | População da freguesia de Paradinha | População da freguesia de Paradinha | População da freguesia de Paradinha | População da freguesia de Paradinha | População da freguesia de Paradinha | População da freguesia de Paradinha | População da freguesia de Paradinha | População da freguesia de Paradinha | População da freguesia de Paradinha |
| ----------------------------------- | ----------------------------------- | ----------------------------------- | ----------------------------------- | ----------------------------------- | ----------------------------------- | ----------------------------------- | ----------------------------------- | ----------------------------------- | ----------------------------------- | ----------------------------------- | ----------------------------------- | ----------------------------------- | ----------------------------------- | ----------------------------------- |
| 1864                                | 1878                                | 1890                                | 1900                                | 1911                                | 1920                                | 1930                                | 1940                                | 1950                                | 1960                                | 1970                                | 1981                                | 1991                                | 2001                                | 2011                                |
| 331                                 | 283                                 | 299                                 | 364                                 | 344                                 | 305                                 | 272                                 | 371                                 | 358                                 | 338                                 | 203                                 | 181                                 | 161                                 | 133                                 | 125                                 |

| Distribuição da População por Grupos Etários | Distribuição da População por Grupos Etários | Distribuição da População por Grupos Etários | Distribuição da População por Grupos Etários | Distribuição da População por Grupos Etários | Distribuição da População por Grupos Etários | Distribuição da População por Grupos Etários | Distribuição da População por Grupos Etários | Distribuição da População por Grupos Etários | Distribuição da População por Grupos Etários |
| -------------------------------------------- | -------------------------------------------- | -------------------------------------------- | -------------------------------------------- | -------------------------------------------- | -------------------------------------------- | -------------------------------------------- | -------------------------------------------- | -------------------------------------------- | -------------------------------------------- |
| Ano                                          | 0-14 Anos                                    | 15-24 Anos                                   | 25-64 Anos                                   | > 65 Anos                                    |                                              | 0-14 Anos                                    | 15-24 Anos                                   | 25-64 Anos                                   | > 65 Anos                                    |
| 2001                                         | 13                                           | 14                                           | 54                                           | 52                                           |                                              | 9,8%                                         | 10,5%                                        | 40,6%                                        | 39,1%                                        |
| 2011                                         | 20                                           | 6                                            | 63                                           | 36                                           |                                              | 16,0%                                        | 4,8%                                         | 50,4%                                        | 28,8%                                        |

## Património
- Igreja Matriz de Paradinha;
- Capela de Santa Bárbara;
- Capela da Senhora da Boa Morte;
- Capela de São Miguel;
- Capela de São Sebastião.